# Dirka po Franciji 1979
| Mesto | Ime                  | Država      | Čas          |
| ----- | -------------------- | ----------- | ------------ |
| 1     | Bernard Hinault      | Francija    | 103h 06' 50" |
| 2     | Joop Zoetemelk       | Nizozemska  | 03' 07"      |
| 3     | Joaquim Agostinho    | Portugalska | 26' 53"      |
| 4     | Hennie Kuiper        | Nizozemska  | 28' 02"      |
| 5     | Jean-René Bernaudeau | Francija    | 32' 43"      |
| 6     | Giovanni Battaglin   | Italija     | 38' 12"      |
| 7     | Jo Maas              | Nizozemska  | 38' 38"      |
| 8     | Paul Wellens         | Belgija     | 39' 06"      |
| 9     | Claude Criquielion   | Belgija     | 40' 38"      |
| 10    | Dietrich Thurau      | Nemčija     | 44' 35"      |

Dirka po Franciji 1979 je bila 66. dirka po Franciji, ki je potekala leta 1979.

## Pregled
| Kategorije                          | Podatki           |
| ----------------------------------- | ----------------- |
| Začetek-konec                       | Fleurence - Pariz |
| Dolžina (km)                        | 3.720             |
| Število etap                        | 24                |
| Povprečna hitrost zmagovalca (km/h) | 36,513            |
| Kolesarjev                          | 150               |
| Tekmo končalo                       | 90                |